# Terrorisme en 1948

## Événements

### Juillet
- France, 1er juillet 1948 : quatre parachutistes incendient le siège du parti communiste à Saint-Brieuc.[réf. nécessaire]
- Italie, 14 juillet 1948 : Palmiro Togliatti, secrétaire générale du parti communiste italien est blessé par balles alors qu'il sortait de la Chambre des députés.[réf. nécessaire][1]
- Japon, 21 juillet 1948 : Kiichi Tokuda, leader communiste japonais est blessé par une bombe lors d'une réunion publique à Saga.[réf. nécessaire]
- États-Unis, 24 juillet 1948 : un avion de type Aeronca survole Lake Success et y lâche une bombe qui ne fera aucun dégâts. Le pilote atterrit à La Guardia Airport avant de fuir. L'auteur souffrait de troubles mentaux et haïssait l'ONU.[réf. nécessaire]

### Août
- Israël, 14 août 1948 : la station de pompage d'eau potable de Latroun est détruite par une bombe.[réf. nécessaire]

### Septembre
- Indochine, 16 septembre 1948 : des grenades sont lancées par le Việt Minh contre un train à Hanoï, tuant un militaire français et blessant plusieurs personnes.[réf. nécessaire]
- Israël, 17 septembre 1948 : un commando du Lehi vise et tue Folke Bernadotte, médiateur des Nations unies, ainsi que le colonel français André Sérot, dans leur voiture, à Jérusalem[2].
- Birmanie, 18 septembre 1948 : l'ancien ministre des affaires étrangères birmans U Tin Tut est la cible d'une grenade alors qu'il se trouve dans sa voiture. Il est blessé.[réf. nécessaire]

### Octobre
- France, 30 octobre 1948 : le maire de Troyes et sa femme sont la cible de coups de feu alors qu'ils sortent en voiture de leur domicile, à 21 heures 30.[réf. nécessaire]

### Décembre
- France, 12 décembre 1948 : une bombe explose dans la nuit au 85 avenue de la Grande-Armée, adresse où se situe notamment l'Agence juive pour la Palestine et l'Union mondiale des combattants juifs.[réf. nécessaire]
- Allemagne, 30 décembre 1948 : Wilhelmine Sass, actrice, est assassinée par un extrémiste danois après avoir joué pour la minorité allemande de Luegumklester.[réf. nécessaire]